# 壶峤镇
壶峤镇，是中华人民共和国江西省上饶市广丰区下辖的一个乡镇级行政单位。

## 行政区划
壶峤镇下辖以下地区：
壶峤社区、流源村、朱狮村、郑村坞村、塘头村、渡头村和东阳村。